# Слідство ведуть ЗнаТоКі. Удар у відповідь
«Слідство ведуть ЗнаТоКі. Удар у відповідь» — 10-й фільм (3 серії) з радянського телевізійного детективного циклу «Слідство ведуть ЗнаТоКі» 1975 року.

## Сюжет
На прийом до полковника Скопіна приходить літня жінка зі скаргою на дивну роботу приймального пункту вторсировини: приймальник практично не з'являється на роботі, а коли з'являється — під будь-яким приводом відмовляється приймати макулатуру і ганчір'я. При цьому за документами приймальник перевиконує план по прийому вторсировини у населення. Перевірка розкриває махінації зграї, яка вивозить за підробленими документами цінні матеріали з державного підприємства, пропускає їх через приймальний пункт, привласнює готівку, призначену здавальникам брухту, а самі матеріали збуває цеховикам. Розслідування доручають Знаменському.
Перевалочним пунктом, де знеособлюється «вторсировина», служить міське звалище. Організатор банди, завідувач звалищем Воронцов, передбачаючи швидке викриття, робить удару у відповідь: коли один з підозрюваних у цій справі, Борис Бах, приходить до нього на дачу за допомогою, Воронцов лише радить йому на допитах всю провину брати на себе, щоб піти за недбалістю, а не за групові розкрадання. З дачі Баха відвозять разом з підручним Воронцова Ферапонтіковим, їх висаджують на набережній Москви-ріки. Бах знаходиться в стресовому стані і вже намагається втопитися. Ферапонтіков підказує йому, як найкраще це зробити, щоб захистити своє добре ім'я для близьких, і диктує текст передсмертної записки. Наступного ранку Баха знаходять мертвим у річці, а на Петрівці отримують його передсмертний лист із звинуваченнями на адресу слідчого. Знаменського усувають від ведення справи, його допитує прокурор.
Паралельно Томін веде справу про серію квартирних крадіжок. У кожному разі свідки бачили поблизу місця події сміттєвоз. Томін підозрює, що злодії якось пов'язані з вивезенням сміття, і сам «вживається у помийний побут» — стає завсідником звалища. Крадені сережки бачать на моделі з Будинку моделей Лялі. Томін з'ясовує, що сережки їй подарував її новий залицяльник — Воронцов.
Полковник Скопін, який прийняв справу у свого підлеглого Знаменського, продовжує досудове слідство наполегливо і методично. Розкривається не тільки вся схема розкрадань, але і вбивство Баха, вчинене Ферапонтіковим, помічником Воронцова, і квартирні крадіжки: підручні Воронцова дійсно підробляли «на стороні».
«Удар у відповідь» — перший кольоровий фільм у циклі і єдиний, що складається з трьох серій.

## Ролі та виконавці
- Георгій Мартинюк —  майор Павло Павлович Знаменський
- Леонід Каневський —  майор Олександр Миколайович Томін
- Ельза Леждей —  майор Зінаїда Янівна Кібріт
- Семен Соколовський —  полковник Вадим Олександрович Скопін
- Юрій Горобець —  капітан Андрій Іванович Медведєв, працівник ОБХСС
- Віра Васильєва —  Маргарита Миколаївна, мати Знаменського
- Георгій Менглет —  директор звалища Євген Євгенович Воронцов
- Валерій Носик —  комірник Федір Лукич Ферапонтіков
- Анатолій Ромашин —  інженер Борис Львович Бах
- Ігор Янковський —  приймальник утильсировини Юрій Моральов
- Валерій Хлевинський —  Валентин, шофер Воронцова
- Євген Васильєв —  Гриша
- Дмитро Дорліак —  Міша
- Алла Покровська — Марійка, дружина Баха
- Алла Балтер —  Ляля, модель
- Марія Постникова —  Льоля, подруга Лялі
- Георгій Тусузов —  букініст на звалищі
- Юлія Юльська —  Тетяна Сергіївна
- Рогволд Суховерко —  Калуєв (відвідувач у Скопіна)
- Агрій Аугшкап —  експерт-металознавець
- Леонід Персиянінов —  директор складу вторсировини
- Юрій Коміссаров —  начальник Баха
- Михайло Єремєєв —  шофер
- Олександр Стрельников —  приймальник
- Володимир Сальников —  чоловік на звалищі
- Петро Кузовков —  Махоркін
- Костянтин Бєрдиков —  дільничний міліціонер
- Вільгельм Косач —  один з перевіряючих на міському звалищі
- Олег Ізмайлов —  лейтенант, помічник полковника Скопіна

## Знімальна група
- Режисер — Юрій Кротенко
- Сценаристи — Олександр Лавров, Ольга Лаврова
- Оператор — Борис Лазарев
- Композитор — Марк Мінков
- Художниця — Ольга Льовіна